# 울산시·울주군 (1978년 선거구)
울산시·울주군은 대한민국의 옛 국회의원 선거구이다. 당시 경상남도 울산시와 울주군 지역을 관할했다.

## 역사
1973년 7월, 동래군이 폐지되었으며 기존의 동래군 지역은 양산군으로 편입되었다. 이에 제10대 국회의원 선거를 앞두고 울산시·울주군·동래군 선거구에서 동래군을 제외한 울산시와 울주군이 다시 한 번 선거구를 이루게 되면서 신설되었다.
1985년 7월, 울산시에 구제가 실시되었다. 이로 인해 울산시 중구와 남구가 설치되었다. 1988년 1월, 중구 방어동·일산동·화정동·미포동·전하동·동부동·서부동·주전동이 동구로 분구되었다. 이에 제13대 국회의원 선거를 앞두고 소선거구제가 실시됨에 따라 울산시 중구, 울산시 남구, 울산시 동구, 울주군 선거구로 각각 분리되면서 폐지되었다.

## 역대 국회의원
| 선거   | 정당 | 정당       | 1위 의원 | 정당 | 정당       | 2위 의원 |
| ------ | ---- | ---------- | -------- | ---- | ---------- | -------- |
| 1978년 |      | 무소속     | 이후락   |      | 신민당     | 최형우   |
| 1981년 |      | 민주농민당 | 이규정   |      | 민주정의당 | 고원준   |
| 1985년 |      | 민주정의당 | 김태호   |      | 민주한국당 | 심완구   |

## 역대 선거 결과

### 대한민국 제10대 국회의원 선거
|  | 48.32% |

|  | 30.88% |

|  | 10.60% |

|  | 6.81% |

|  | 3.37% |

### 대한민국 제11대 국회의원 선거
|  | 31.39% |

|  | 26.54% |

|  | 18.44% |

|  | 12.39% |

|  | 4.83% |

|  | 3.87% |

|  | 2.49% |

### 대한민국 제12대 국회의원 선거
|  | 34.55% |

|  | 27.41% |

|  | 22.61% |

|  | 13.22% |

|  | 2.18% |